# 이선옥 (1955년)
이선옥(李善玉, 1955년 2월 11일~)은 대한민국의 정치인이다. 제9대 인천광역시의원(초선, 2022년 7월~)이다. 재선 남동구의원(2014. 7.~2022. 4.)을 지냈다.

## 학력
- 한국방송통신대학교 중어중문학과

## 경력
- 위니아딤채 간석점 대표
- 제물포여자중학교 육성회장
- 한나라당 인천광역시당 남동구 갑 당원협의회 신진여성명예회장
- 새누리당 인천광역시당 남동구 갑 당원협의회 여성위원장
- 2014. 7.~2018. 6. 제7대 인천광역시 남동구의회 의원
- 2018. 7.~2022. 4. 제8대 인천광역시 남동구의회 의원
- 2022. 7.~ 제9대 인천광역시의회 의원
  - 제9대 인천광역시의회 전반기 제1기 윤리특별위원회 위원
  - 제9대 인천광역시의회 전반기 제1기 윤리특별위원회 위원
  - 제9대 인천광역시의회 전반기 제2기 윤리특별위원회 위원
  - 2024. 7.~ 제9대 인천광역시의회 후반기 부의장
  - 제9대 인천광역시의회 후반기 문화복지위원회 위원

## 역대 선거 결과
|  | 42.36% |

|  | 34.39% |

|  | 28.00% |

|  | 52.71% |